# امیکرون² خرچنگ
امیکرون² خرچنگ یک ستاره است که در صورت فلکی خرچنگ قرار دارد.